# Marmont Banza
Pour les articles homonymes, voir Banza.
 Marmont Banza Mulume  (né à Kamina le 27 août 1970) est un homme politique de la République démocratique du Congo et député national, élu de la circonscription de Kamina dans la province du Haut-Lomami,,,.

## Biographie
Marmont Banza Mulume, il est né à Kamina le 27 août 1970, élu député national dans le territoire qui porte le même de son lieu de naissance Kamina est sa circonscription électorale dans la province du Haut-Lomami, il est membre du groupement politique AAB.
Il était candidat gouverneur de la province Haut-Lomami, il n'a pas été élu